# سام شابمان
سام شابمان (بالإنجليزية: Sam Chapman)‏ هو لاعب كرة قدم أمريكية وضابط أمريكي، ولد في 11 أبريل 1916 في تيبورون في الولايات المتحدة، وتوفي في 22 ديسمبر 2006 في كنتفيلد ‏ في الولايات المتحدة بسبب مرض آلزهايمر.

## وصلات خارجية
- سام شابمان على موقعبيزبول رفرنس.كوم (الدوري الرئيسي) (الإنجليزية)
- سام شابمان على موقعبيزبول رفرنس.كوم (الدوري الثانوي) (الإنجليزية)